# Hope Star ON 360
Hope Star ON 360 – japoński samochód terenowy produkowany w latach 1967-1968 przez koncern Hope Motor Company.
Samochód uzyskał homologację w 1967 roku, a rok później pojawił się na rynku. Zanim firma produkująca ten pojazd rozpadła się, wyprodukowano zaledwie 15 sztuk pojazdu. Przed upadkiem firma zdążyła sprzedać prawa licencyjne producentowi pojazdów terenowych Suzuki. Model ON 360, znany jako Jimny, stał się "protoplastą" zainicjowanego przez Suzuki programu produkcji wozów terenowych.